# Capea el Dough
«Capea el Dough» es un sencillo de hip hop del álbum recopilatorio de Lápiz Conciente y Toxic Crow titulado Sin Rivales, lanzado en el año 2006 por el sello Complot Records. La canción original es producida por Triggah, e interpretada en colaboración del dueto dominicano junto a 3NI Blaze y Mr. Face.
Es una canción considerada un clásico del hip hop dominicano, teniendo su presentación en vivo en los Premios Soberano en 2015, y múltiples versiones,  ediciones especiales como las de 2008, 2014, y la que se prepara para 2022, incluyendo una saga realizada por raperos cristianos titulada «Capea a Dios» utilizando el mismo instrumental.

## Promoción y lanzamiento
La versión original de «Capea el Dough» trajo una colaboración entre El Lápiz y Toxic Crow, con el coro de 3NI Blaze.
Dos años después (2008), con la pista del propio Triggah y con Nipo809 y Alofoke como ejecutivo a la cabeza, se logró unir unos 15 artistas que echaron de lado sus diferencias para crear un tema que tuvo una amplia difusión, siendo este uno de los himnos del rap dominicano.Los principales exponentes en esta versión fueron: Danny Punto Rojo, Black Point, Nipo, Beethoven Villaman, Toxic Crow, Mozart la Para, Shelow Shaq, Villano Sam, Vakeró, Poeta Callejero, Packer Luther King y Milka La Más Dura.

### Edición 2K14
«Capea el Dough 2K14» es la segunda versión del clásico poss cut hecho en la República Dominicana. En este tiempo, ya se consideraba un himno en República Dominicana debido a su historia. Con el propio Alofoke a la cabeza, el productor Triggah modifica el instrumental y la mezcla vocal a cargo de Nipo809 se realizó la versión 2014 con la presencia de Arcángel, artista puertorriqueño de madre dominicana que le dio un empuje internacional. En esta segunda versión oficial -que sonó en primicia por Alofoke Radio Show- junta a los exponentes: Arcángel, Nipo, Shelow Shaq, Poeta Callejero, Black Point, Kiubbah Malon, 3NI Blaze, Melymel, Químico, Toxic Crow, Bulova, Vakero, Cirujano nocturno, Mozart la Para, Secreto, Danny Punto Rojo, Shadow Blow, Dkano & Dj Scuff, así también como la inclusión sorpresa del fallecido rapero dominicano Monkey Black.

### Presentación en vivo en Premios Soberano 2015
La Asociación de Cronistas de Arte de Santo Domingo (Acroarte) tomó en cuenta al conglomerado urbano y los invitó a los Premios Soberano de ese año, dónde recibieron la aprobación de todo el público con una adaptación especial de ese Capea el Dough. "Capea el Soberano" fue una propuesta musical en la que el lenguaje urbano estuvo acompañado por una Big Band compuesta por talentosos jóvenes instrumentistas del Conservatorio Nacional de Música, la cual está compuesta por cuatro trompetas, cuatro trombones, cinco saxofones, contrabajo, guitarra, batería, piano y tres percusionistas, cuyo talento ha sido elogiado por la internacionalmente famosa Berklee College of Music.

### Edición de "los creadores" (2022)
En 2022, Lápiz Conciente compartió en una historia en sus redes sociales el nombre de 28 exponentes urbanos que podrían integrar el tema, entre los que se destacan Don Miguelo, Secreto, Mozart, Vakeró, Sujeto, Toxic Crow, Bulin 47, Black Point, Químico Ultra Mega, Amenazzy y otros más.

## Versiones

### «Capea el Dough» internacionalizado
La canción se popularizó en diversos países, produciendo nuevas canciones desde Venezuela, México, Perú, Argentina, participando artistas reconocidos de cada país como Apache, Canserbero, El Prieto, NK Profeta, entre otros.

### «Capea el humor»
En República Dominicana, se hizo una versión con humoristas locales titulada «Capea el humor». En el proyecto audiovisual se han unido Raymond Pozo, Miguel Céspedes, Fausto Mata, Bolívar Valera, Aquiles Correa, Gerald Ogando, Liondy Ozoria, Irving Alberti, Jochy Santos, Felipe Boruga, Cuquín Victoria, Edward Lantigua, Cheddy García, Jochy Jochy y Carlos Sánchez.

### «Capea a Dios»: versión del rap cristiano
Inició como una respuesta al contenido original de esta canción, desaprobando la avaricia y la búsqueda de dinero para el consumo de drogas, y con toque social con el mensaje del evangelio de Jesucristo, sin embargo, se convirtió en una de las sagas más realizadas en el hip hop cristiano. La primera versión lanzada en Los Generales de Blessed1, interpretado junto a Ariel Kelly, Rubinsky RBK, Aposento Alto, Villanova, entre otros. Henry G haría lo propio en su álbum en 2009.
De este tema, también habría muchos raperos que se unirían, incluso de otros países como Panamá, México, Venezuela, entre otros.

### «Capea el Bow»: versión en dembow dominicano
Como un paso más a la consolidación de la música urbana y a la integración de los nuevos exponentes con los llamados “Vieja Escuela”, un grupo de artistas y productores están preparando la versión «Capea el Bow», una saga actualizada de «Capea el Dough». También se anunció una versión que tendrá la base original creada por Triggah con LeoRD y Nipo809 haciendo una adaptación de “Sample” e integrando “Drums” y cierta melodía que une esa pista al Dembow.

### «Capea el Dough»: Féminas
En la navidad del 2022, Toxic Crow, uno de los cantantes originales de la primera versión del tema, reunió a varias cantantes y raperas dominicanas para realizar una versión femenina de este tema, lanzándolo con el nombre de Capea El Dough Feminas.  A pesar de la ausencia de figuras como Tokischa, Yailín la Más Viral, Melymel, y Milka La Más Dura, el tema fue bastante exitoso en Youtube, reuniendo a figuras como La Insuperable, La Ross María, Martha Heredia, La Materialista o Lennis Rodríguez, así como a nuevos talentos como Lismar, Chelsy, Yaya La Voz, entre otras. 
Fue tal el éxito del tema que, en abril del 2023, la rapera Nera Cheka, impulsada por el mismo Toxic Crow, realizó otra versión femenina del tema, pero esta vez juntando a varios de los talentos femeninos del rap y reggaeton de Perú. Con la colaboración de artistas veteranas como Mary Zi, Elsa Soulec y Sky Sapiens, así como de nuevas promesas como Lytana, Handa, Asmir Young, Sumeria, Core, entre otras, la canción fue todo un fenómeno dentro de la escena del rap del país.